# Silas og den sorte hoppe
Silas og den sorte hoppe er første bind i en serie af romaner for børn skrevet af den danske forfatter Cecil Bødker. Bogen udkom i 1967 og blev efterfulgt af yderligere tretten romaner om Silas.

## Handlingen
Seriens univers er et ubestemmeligt sted i verden og et uklart sted i tiden, men formodentlig et stykke tilbage i historien. Silas er en halvstor, selvstændig dreng, der i romanens begyndelse er stukket af fra den gøglertrup, han og hans mor har rejst med. Silas stak af, fordi han var utilfreds med måden, et par af gøglerne behandlede ham på. 
Han driver ned ad floden på en båd, han fandt, og driver i land ud for en hestehandler, som øjner muligheden for billig arbejdskraft. Imidlertid vinder Silas en sort hoppe fra ham i et væddemål, og Silas stikker endnu engang af, denne gang fra den fortørnede hestehandler. 
På sin videre færd kommer Silas flere gange i vanskeligheder, ikke mindst fordi mange af dem, han møder, får lyst til at narre hoppen fra ham. Det lykkes også for en bonde, der drikker Silas fuld, og derpå går Silas i gang med at generhverve hoppen. Undervejs møder han den halte dreng Ben-Godik, lige som han igen møder gøglertruppen med hans mor. Handlingen kulminerer i en auktion over Silas' hoppe.

## Om bogen
Cecil Bødker debuterede i 1955 som digter og havde indtil Silas og den sorte hoppe udelukkende skrevet skønlitteratur for voksne. Imidlertid havde mange af hendes værker kredset om temaer som barnelivet samt forbindelsen mellem myter og virkeligheden. Springet var derfor ikke så voldsomt, da hun begyndte at skrive børnebøger. I seriens begyndelse er temaet mest sammenstødet mellem børnenes uskyldige drømme og de voksnes barske realiteter og grådighed.
Bogen blev en stor succes og gav Bødker mod på at skrive flere bøger om Silas. Der blev lavet en tysk tv-serie over serien i seks afsnit i 1981. Bogen er optaget i Kulturkanonen fra 2006 i børnekulturdelen.